# ドラゴンボールZ 偉大なる孫悟空伝説
『ドラゴンボールZ 偉大なる孫悟空伝説』（ドラゴンボールゼット いだいなるそんごくうでんせつ）は、1994年11月11日にバンダイから発売されたPCエンジンSUPER CD-ROM²用ゲームソフト。

## 概要
『週刊少年ジャンプ』誌上で連載されていた漫画『ドラゴンボール』（1984年 - 1995年）およびテレビアニメ『ドラゴンボール』（1986年 - 1989年）、『ドラゴンボールZ』（1989年 - 1996年）を題材としたアクションゲーム。
当時は格闘ゲームブームということもあり、『ドラゴンボールZ』のゲーム作品は対戦型格闘ゲームが多かったが、本作では原作のスピーディーな戦いを再現することに主眼に置いた新しいシステムを採用している（詳細は「ゲーム内容」の節にて解説）。メーカーは「プレイング・アニメーション」と名付けている。
媒体にCD-ROMを採用したことにより、テレビアニメ版の主題歌を使用したオープニングの再現や、アニメと同じ声優陣による完全フルボイスを実現している。ゲーム中も、スプライトとBG（バックグラウンド）を使用したプログラムによるアニメーションデモにより、原作のシーンを再現している。

## ゲーム内容
章を選択するとアニメーションデモのあとにバトルへと移る。ゲームは孫悟空もしくは孫悟飯を操作して半オートで戦う「オートバトル画面を中心に展開し、そこでパワーバランスを振り切ると、必殺技で相手にダメージを与えることができる「チェーンヒット画面」へと切り替わる。

### オートバトル画面
画面上には以下の3種類のゲージがある。
- 体力ゲージ：キャラクターの体力。全部で32目盛（表示は16目盛の二段構造になっており、黄色の16目盛がなくなると、その下にある赤色の16目盛が減っていく）。
- 気ゲージ：キャラクターの気力。攻撃や防御を行っていると徐々に消費し、なくなった状態では攻撃していてもパワーバランスで押し負けてしまう。バトル中に気を溜めることで回復可能。後述のチェーンヒット画面でも使用する。
- パワーバランスゲージ：プレイヤーと敵キャラクターとの力関係を表す。共有ゲージになっており、スタート時は双方の力が中央で均衡した状態になっているが、画面上での戦闘内容を反映して変動する。相手側へゲージを振り切ったほうがチェーンヒット画面で必殺技による攻撃を行える。

プレイヤーの操作は、各ボタンに振り分けられた「コントロールパターン」の切り替え（後述）、敵を追いかける「追尾」、敵から離れる「間合」、「攻撃」、「防御」、「気の回復」といった大まかな指示となっており、悟空はボタンの指示を反映した形で半自動的に行動する。
「攻撃」と「防御」を押している間は「気」を消費するが、消費率は以下の4種類の「コントロールパターン」により変わってくるため、状況に応じて切り替える必要がある。
- ブロー：接近攻撃主体。攻撃時にパワーバランスゲージを有利に動かしやすい。
- シュート：気巧波を放って攻撃する。遠距離からの攻撃が可能（※第5章以降で使用可能になる）。
- ガード：防御時にパワーバランスで押し減らなくなる。しかし攻撃時のパワーバランスは押し負けやすくなる。
- キープ：気の消費率が低く、また気の回復時のスピードが速い。ただし攻撃、防御時のパワーバランスゲージは押し負けやすくなる。

これらがリアルタイムで行われることでドラゴンボールらしい「目にもとまらないような速さの戦闘」が展開され、どちらかがパワーバランスゲージを振り切るとチェーンヒット画面へと移る。

### チェーンヒット画面（CH画面）
パワーバランスゲージを振り切った側が攻撃、相手側は防御となる。画面には「タイムゲージ」と「気ゲージ」、そして「行動タイプ」、「技タイプ」のパネルがある。
- 気ゲージ：オートバトル画面と共通のゲージ。CH画面に入る直前の残量のままになっている。
- タイムゲージ：入力受付時間。CH画面に入ると同時に減っていく（約8秒）。
- 行動タイプ：「追尾」「静止」「間合」の3種類。
- 技タイプ：「ブロー」「シュート」「ガード」「キープ」の4種類。

攻撃側は時間内に必殺技を選ぶ。必殺技は「行動タイプ」「技タイプ」「気ゲージの量」の組み合わせによって変わってくる。
例）「静止」+「シュート」+「気ゲージ70%以上」=かめはめ波
悟空が出せる必殺技は選択した章によって変わってくる。また特定のステージで特殊な条件を満たすと、原作を再現した特殊な技を出すことができる。
基本的に気の使用量が多いほうが攻撃力が強い技が選択できるが、残量分が使用上限となる。またCH画面終了後に気ゲージを消費した状態で再開されるオートバトル画面のことも考慮する必要がある。
防御側は「回避技」のため、気力ゲージから気の使用量を決定する。ただし回避の成功率はランダム要素が強く、気を多く使用しても必ず回避できるわけではない。
時間が切れると、オートバトル画面よりも大きいサイズのキャラクターが必殺技を出すデモが流れる。必殺技がヒットした場合は、ダメージ数だけ相手の体力ゲージが減った状態で再びオートバトル画面に戻る。回避された場合は体力ゲージが変わらないままオートバトル再開。

### その他
例外として、オートバトル画面でも気ゲージが0の状態で攻撃をくらい続けると体力ゲージが減少する。また気ゲージが満タンの状態で気を回復し続けると、一定時間ごとに体力ゲージが1目盛ずつ回復する。
ゲーム中の状況に応じて、会話シーンやアニメーションデモが挿入される。
以上を繰り返し、相手の体力が0になればステージクリアとなり、反対にプレイヤーの体力が0になるとゲームオーバーとなる（ただし選択した章によっては原作の流れを尊重し、敵キャラクターの体力ゲージが1の状態で敵のCH画面にすることで決着がつく場合などもある）。いずれの場合も終了後にその結果を反映するアニメーションデモが流れ、そのあと章の選択画面に戻る。

## ストーリー
悟空があの世から帰ってくる天下一武道会を翌日に控え、父親を知らない悟天のために悟飯が、過去の主な戦いを題材に父親がどういう人物だったのかを回想するというもので、回想中の戦闘シーンをプレイヤーが操作することになる。全7章からなり、各章ごとに当時の状況を解説してくれる人物が現れる。
- 第1章 レッドリボン軍との戦い
対戦相手：桃白白
解説：ブルマ
- 第2章 第22回天下一武道会
対戦相手：天津飯
解説：亀仙人
- 第3章 ピッコロ大魔王の恐怖
対戦相手：ピッコロ大魔王
解説：クリリン
- 第4章 第23回天下一武道会
対戦相手：天津飯、ピッコロ
解説：チチ
- 第5章 来襲!サイヤ人
対戦相手：ベジータ
解説：ピッコロ
- 第6章 ナメック星の激闘
対戦相手：フリーザ
解説：ベジータ （※聞き役として幼年期のトランクスも登場）
- 第7章 最終決戦!!セルゲーム
対戦相手：セル （※途中でプレイヤーキャラクターが悟空から悟飯に変わる）
解説：孫悟飯 （※聞き役としてビーデル、冒頭のみミスター・サタンも登場）

第1章から第6章は自由に選択でき、6章を全てクリアすると最終ステージとなる第7章が選択できる。進展状況は各章クリアごとに自動的にセーブされ、一度クリアした章は選択できなくなるが、タイトル画面で「START」を選択すれば再度選択が可能（その際も過去のクリアデータは保持されており、「CONTNUE」を選択すれば、もっとも進んだ状態から再開できる）。

## 登場キャラクター

### プレイヤーキャラクター
孫悟空
声 - 野沢雅子
第1章から第3章までは少年、第4章から第6章の途中までは青年、第6章の途中から第7章までは青年（超サイヤ人）の姿。
孫悟飯
声 - 野沢雅子
第7章のみ操作可能。少年（超サイヤ人）の姿。

### 敵キャラクター
桃白白
声 - 岸野幸正
天津飯
声 - 鈴置洋孝
ピッコロ大魔王
声 - 青野武
ピッコロ
声 - 古川登志夫
ベジータ
声 - 堀川亮
フリーザ
声 - 中尾隆聖
セル
声 - 若本規夫

### その他のキャラクター
孫悟天
声 - 野沢雅子
クリリン
声 - 田中真弓
ブルマ
声 - 鶴ひろみ
ヤムチャ
声 - 古谷徹
チチ
声 - 渡辺菜生子
ミスター・サタン
声 - 郷里大輔
亀仙人
声 - 宮内幸平
トランクス
声 - 草尾毅
ビーデル
声 - 皆口裕子
16号
声 - 緑川光
ウパ
第1章のみ登場。
司会者
第2章と第4章のみ登場。
シェン
第4章のみ登場。
ヤジロベー
第4章のみ登場。
ラディッツ
第5章の冒頭のみ登場。
ナッパ
第5章のみ登場。
ナレーション
声 - 八奈見乗児

## 音楽

### 主題歌
オープニングテーマ
「CHA-LA HEAD-CHA-LA」
- 歌：影山ヒロノブ（日本コロムビア）
- 作詞：森雪之丞
- 作曲：清岡千穂
- 編曲：山本健司
- 音楽：Zsound project
- パブリシティデザイン協力：クリエイティブNOAH

## スタッフ
- プロデューサー：浅沼誠
- ディレクター：小峯徳司
- ゲームシステムデザイン：鈴木永康
- プログラム：清水邦彦、川合淳一、鈴木永康
- チーフグラフィック：池下宗繁
- ゲームグラフィック：中川内由浩、内堀利広
- ビジュアルグラフィック：荒木貴志、佐々木浩司、佐原美奈子、一色直郎、相原高幸、宇野道夫、玉根優子、墳崎一也、芹沢俊和、江崎稔
- PSG制作：島村孝一
- アニメーション制作
  - 脚本：小山高生
  - 演出：上田芳裕
  - 録音監督：西尾大介
  - 作画監督：志田直俊
  - 美術設定：吉田智子
  - 原画：志田直俊、井出武生、稲葉仁
  - 録音：二宮健治
  - 録音助手：加藤剛
  - 音響効果：新井秀徳
  - 選曲：渋江博之
  - 記録：小川真美子
  - 演出助手：門田英彦
  - 制作進行：藤岡和実
  - 制作担当：末永雄一
  - 動画：谷藤朋子、白神弘美、石渡清美、江夏由結、倉田綾子、尾島浩子、小窪久利、井上邦彦、山下恵、古川真也、大宮ルミ子、西脇宮子、片岡英之、橘美穂、千葉護、松田千織、楠知津子、上杉千佳子、赤間てる子、足立聡美、長野まりえ、荻森啓子
- スペシャル・サンクス：
  - 週刊少年ジャンプ編集部：堀江信彦、武田冬門、町田宗治
  - 月刊Vジャンプ編集部：鳥嶋和彦、高橋俊昌、岡本堅史、松本常男、赤松直人、清野義孝
- 林広幸、宮川恭夫、渡辺浩孝、田中庸介、ドラゴン鈴木、森下孝三、武田寛、蛭田成一
- 制作：株式会社バンダイ

## 評価
ゲーム誌『ファミコン通信』の「クロスレビュー」では6・7・7・6の合計26点（満40点）、『電撃PCエンジン』では85・85・90・85の平均86.25点（満100点）、『PC Engine FAN』の読者投票による「ゲーム通信簿」での評価は以下の通りとなっており、22.1点（満30点）となっている。
| 項目 | キャラクタ | 音楽 | お買得度 | 操作性 | 熱中度 | オリジナリティ | 総合 |
| 得点 | 4.2        | 3.6  | 3.4      | 3.3    | 3.7    | 3.9            | 22.1 |